# Éric Elmosnino
Éric Elmosnino (Suresnes, 2 mei 1964) is een Franse acteur en muzikant.

## Biografie
Elmosnino studeerde aan het conservatorium. Na de afronding van zijn studie werkte hij veelvuldig voor het Theater Nanterre-Amandiers met Jean-Pierre Vincent. Hij speelde vervolgens in diverse Franse films en theaterstukken. In 2011 won hij een César voor Beste acteur, voor zijn rol van Serge Gainsbourg in de film Gainsbourg, vie héroïque.

## Filmografie

### Filmrollen
- À nous les garçons (1985) - Tony
- États d'âme (1986)
- Tableau d'honneur (1992) - Christian Ribet
- Désiré (1993) - Bewaker
- Le Colonel Chabert (1994) - Desroches
- Bernie (1996) - videoverkoper
- Le Sujet de Christian Rouaud (1997) - Antoine
- La Vie ne me fait pas peur (1999)
- Fin août, début septembre (1999) - Thomas
- Mon Meilleur Amour (2000)
- Électroménager (2001) - Jean
- Liberté - Oléron (2001) - Sergio de monteur
- Veloma de Marie (2002)
- Vert paradis (2003) - Serge
- L'Œil de l'autre (2005) - Jérôme
- Gentille (2005) - het lot
- La Vie d'artiste (2006)
- Actrices (2007) - Raymond
- L'Heure d'été (2008) - politiecommissaris
- Intrusions (2008) - François
- Le Père de mes enfants (2009) - Serge
- Bancs publics (Versailles Rive Droite) (2009) - dakloze
- Gainsbourg, vie héroïque (2010) - Serge Gainsbourg
- Toutes les filles pleurent (2010) - Pierre
- Le Chat du Rabbin (2011) - professor Soliman
- Le Skylab (2011)
- Carjacking (2011) - Heinz
- Léa (2011) - Julien
- Télé Gaucho (2011)
- La Famille Bélier (2014) - Fabien Thomasson
- Chic! (2015) - Julien Lefort
- L'école buissonnière (2017) - Borel

### Televisierollen
- Les Années lycée (1997) - scheikundeleraar
- Une preuve d'amour (2003) - Sébastien Madeleine
- Zéro défaut (2003) - Jérémie
- La Promeneuse d'oiseaux (2006) - Abel
- Enfin seul(s) (2007) - David
- La Dame de Monsoreau (2007) - Chicot
- La Très excellente et divertissante histoire de François Rabelais (2010) - François Rabelais
- Rituels meurtriers (2011)